# Св. св. Петър и Павел (Битоля)
Вижте пояснителната страница за други значения на Свети апостоли Петър и Павел.
„Събор на светите апостоли“ (на македонска литературна норма: „Собор на светите апостоли“), по-известна като „Св. св. Петър и Павел“ (на македонска литературна норма: „Св. св. Петар и Павле“), е православна църква в Битоля, Северна Македония, част от Преспанско-Пелагонийската епархия на Македонската православна църква.
Църквата е разположена в южния край на града и е храм на Буковските гробища. В архитектурно отношение е трикорабен храм с повдигнат среден кораб, вход от юг и правоъгълна апсида отвън на изток. Иконостасът е дело на резбаря Георги Караджовски.
В църковния двор са погребани френски, а вероятно и сръбски войници, загинали в Първата световна война.